# Alyxia kwalotabaa
Alyxia kwalotabaa är en oleanderväxtart som beskrevs av D. J. Middleton. Alyxia kwalotabaa ingår i släktet Alyxia och familjen oleanderväxter. Inga underarter finns listade i Catalogue of Life.